# Astragalus calcicolus
Astragalus calcicolus är en ärtväxtart som beskrevs av Dieter Podlech. Astragalus calcicolus ingår i släktet vedlar, och familjen ärtväxter. Inga underarter finns listade i Catalogue of Life.